# Vatimont
Vatimont település Franciaországban, Moselle megyében. Lakosainak száma 307 fő (2022. január 1.). Vatimont Baudrecourt, Chenois, Han-sur-Nied, Herny, Holacourt, Lesse és Saint-Epvre községekkel határos.

## Népesség
A település népessége az elmúlt években az alábbi módon változott:
| Lakosok száma | 319  | 326  | 325  | 324  | 321  | 317  | 314  | 311  | 307  |
|               | 2013 | 2015 | 2016 | 2017 | 2018 | 2019 | 2020 | 2021 | 2022 |